# 董宜篤
董宜篤（1886年1月8日—1968年12月12日），本名維維安·亨利·唐尼索（英語：Vyvyan Henry Donnithorne），是一位英國聖公會傳教士，於1935至1949年間擔任聖公會西川教區會吏長。

## 生平
董宜篤出生於倫敦特威克南，祖上為康和人，曾就讀基督公學、劍橋大學克萊爾學院和瑞德利堂學院。第一次世界大戰時服役於皇家漢普郡團，戰後1919年被按立為牧師。1920年加入英國聖公會差會到四川省傳教。1929年起任漢州福音堂牧師。1949年離開四川前往西班牙加納利群島擔任當地隨行神職人員，1953年退休，以後長居英屬香港。1968年逝世安葬於香港跑馬地墳場。董宜篤和妻子葛蕾蒂絲·愛瑪·英格拉罕（Gladys Emma Ingram）育有一女董育德，出生於四川三台縣。

## 發現三星堆
董宜篤是最早發現三星堆遺址的關鍵人物之一。1927年，漢州（今廣漢市）月亮灣村民燕道誠一家在家門口清理水溝時發現一堆滿玉器的坑道。1931年，漢州發現玉器的事引起董宜篤的關注。他認識到這些玉器的重要性，便立即聯繫當地的駐軍旅長陶宗伯和在華西協合大學教授地質學的美北浸禮會差會傳教士戴謙和（Daniel Sheets Dye）。他們三人隨後去發現玉器的地點考察並拍攝照片。這些資料及部份玉器實物被送到華西協合大學藝術、考古及民族學博物館保存。1934年，時任協合大學博物館策展人的美北浸禮會差會傳教士葛維漢組織了第一次挖掘工作，之後寫成〈漢州發掘簡報〉（"A Preliminary Report of the Hanchow Excavation"）發表於《華西邊疆研究學會雜誌》。

## 漢州景教考
董宜篤於1930年代初對漢州地區的景教遺存進行了調查，探知在當地南門外望鄉臺處曾有一塊景教碑，但已被折成數塊用作修橋舖路，所以他並未見到實物。這塊碑與唐朝漢州刺史房琯有關，據當地目擊者透露，他的名字便刻在碑上。因琯係景教徒，並為當地留下了獨特的景教傳統。望鄉臺更早的名字就叫景福院。按當地的傳統說法，房琯信仰虔誠，每日都會跪在一塊石頭上敬禮欽崇獨一之神。這塊石頭後來被稱為「房公石」。